# Ǿ̨
Cette page contient des caractères spéciaux ou non latins. S’ils s’affichent mal (▯, ?, etc.), consultez la page d’aide Unicode.
Ǿ̨ (minuscule : ǿ̨), appelé o barré accent aigu ogonek ou o barré obliquement accent aigu ogonek, est un graphème utilisé comme lettre latine additionnelle dans l’étude du vieux norrois. Il est formé de la lettre Ø diacritée d’un accent aigu et d’un ogonek.

## Représentations informatiques
L’o barré obliquement accent aigu ogonek peut être représenté avec les caractères Unicode suivants :
- précomposé et normalisé NFC (latin étendu B, diacritiques)[1] :

| Formes    | Représentations | Chaînes de caractères | Points de code | Descriptions                                                               |
| --------- | --------------- | --------------------- | -------------- | -------------------------------------------------------------------------- |
| majuscule | Ǿ̨               | Ǿ◌̨                    | U+01FE U+0328  | lettre majuscule latine o barré obliquement accent aigu diacritique ogonek |
| minuscule | ǿ̨               | ǿ◌̨                    | U+01FF U+0328  | lettre minuscule latine o barré obliquement accent aigu diacritique ogonek |

- décomposé et normalisé NFD (latin de base, diacritiques) :

| formes    | représentations | chaînes de caractères | points de code       | descriptions                                                                           |
| --------- | --------------- | --------------------- | -------------------- | -------------------------------------------------------------------------------------- |
| capitale  | Ǿ̨               | Ø◌̨◌́                   | U+00D8 U+0328 U+0301 | lettre majuscule latine o barré obliquement diacritique ogonek diacritique accent aigu |
| minuscule | ǿ̨               | ø◌̨◌́                   | U+00F8 U+0328 U+0301 | lettre minuscule latine o barré obliquement diacritique ogonek diacritique accent aigu |